# Gaetano Pini
Gaetano Pini (Livorno, 1º aprile 1846 – Milano, 25 settembre 1887) è stato un medico, igienista e educatore italiano.

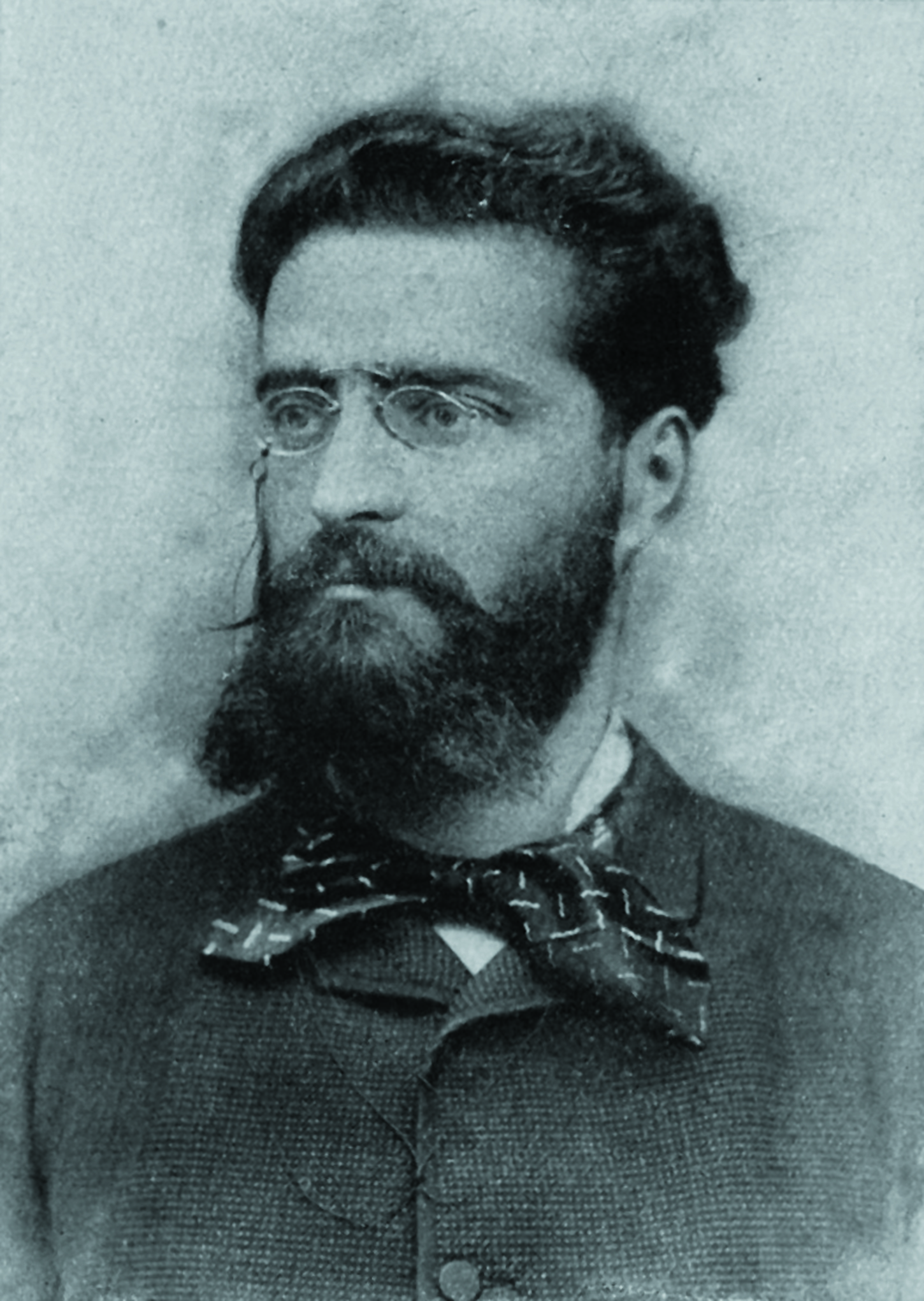
Il medico Gaetano Pini - Archivio Fotografico Presidio Ospedaliero Gaetano Pini

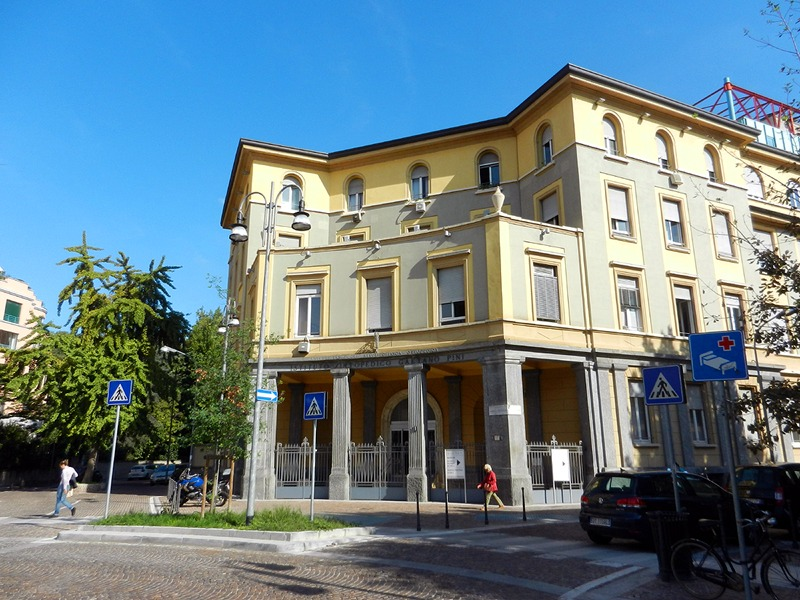

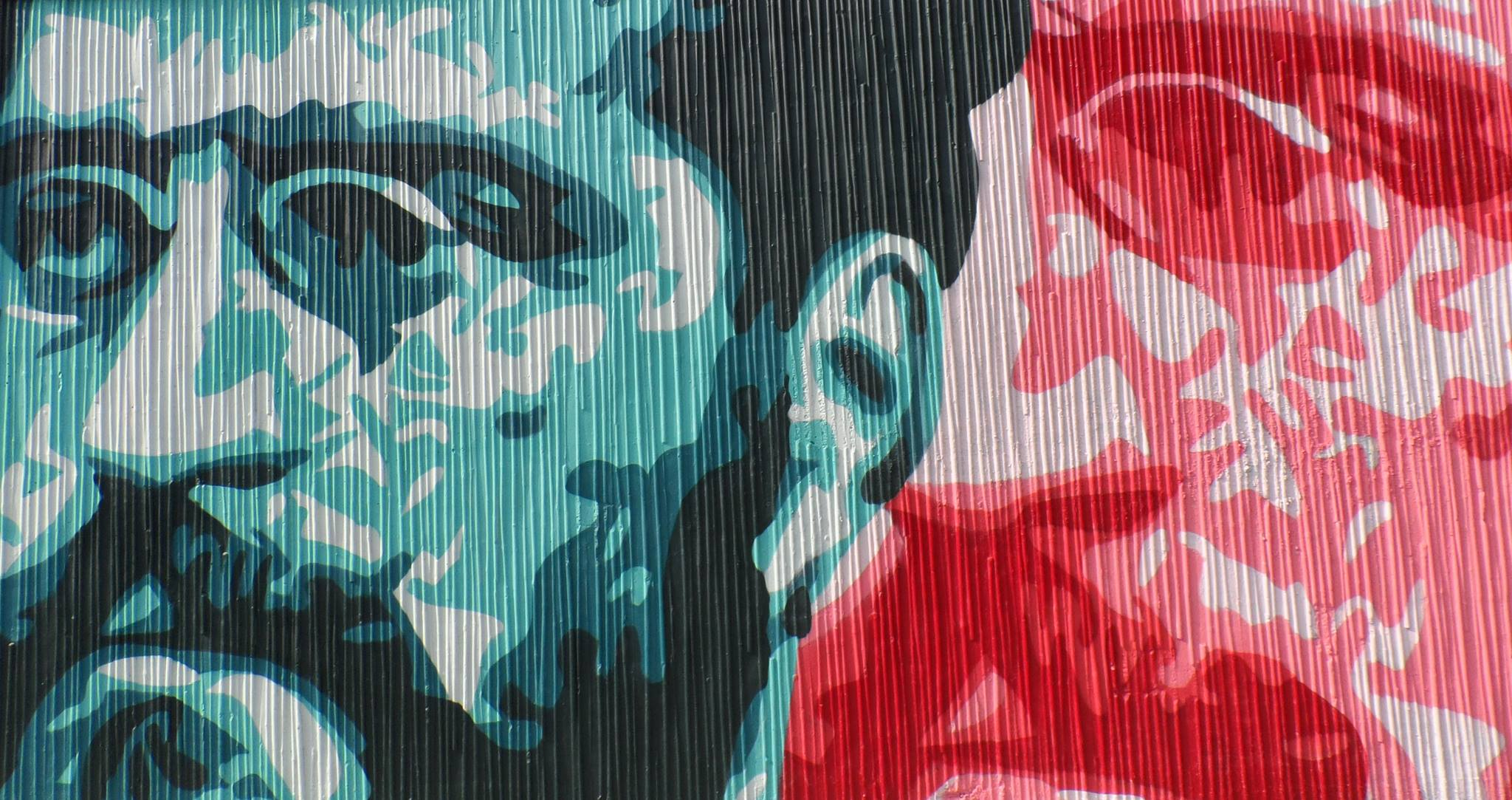
Nel 2014, per i 140 anni della fondazione dell'Istituto Ortopedico Gaetano Pini, l'ospedale ha dedicato un murale al suo fondatore.

Fu anche pedagogo, letterato e giornalista a lui si devono non solo la fondazione del Pio Istituto dei Rachitici, da cui in seguito sarebbe sorto l'Istituto ortopedico Gaetano Pini (oggi [ASST Gaetano Pini-CTO) di Milano, ma anche importanti studi sulla cremazione e sulla purificazione delle acque. Ebbe forti legami con la massoneria lombarda.

## Biografia
Gaetano Pini nacque a Livorno nel 1846, figlio di Tommaso, agiato commerciante e Larissa Bini. La famiglia si trasferì ben presto a Pisa. Nel 1858, a 12 anni, fu iscritto dal padre al Collegio Cicognini di Prato, ex collegio gesuitico, diretto a quel tempo dal canonico Giovanni Pierallini. Nei quattro anni nei quali Pini rimase al Cicognini, il collegio fu scosso dagli avvenimenti politici e militari che segnarono indelebilmente l’animo del giovane. Alla notizia della fuga del Granduca, Pini, appena tredicenne, con alcuni altri compagni, chiese al rettore di innalzare una bandiera bianca, rossa e verde sulla torre dell’orologio e di dotare tutti i ragazzi di una coccarda tricolore. Quando le truppe francesi, di passaggio a Prato, bivaccarono per alcuni giorni nel collegio, contribuirono a diffondere presso i giovani gli ideali risorgimentali.
Lasciò il collegio nell’ottobre del 1862, dopo anni tumultuosi, in cui si era impegnato per affermare le sue idee risorgimentali e anticlericali. In quello stesso anno tornò a Pisa e si iscrisse a medicina. Nel 1866 si arruolò volontario nel II Reggimento Granatieri e combatté a Custoza. Nel 1867 partecipò alla spedizione garibaldina conclusasi a Mentana. In quegli anni probabilmente era già avvenuta la sua affiliazione alla massoneria. Concluse gli studi di medicina a Napoli, dove si laureò nel 1868.
Nel 1874 sposò Giuseppina Annoni, vedova dell'ingegnere Luigi Gorini, da cui aveva avuto due figli, Gina e Costantino. Con lei ebbe Paolo (1875-1945) divenuto un famoso psichiatra, e Larissa (1878-1962).

## Medico e massone
Nel 1870 il medico ed editore Francesco Vallardi chiese a Gaetano Pini di trasferirsi a Milano per collaborare alla stesura dell'Enciclopedia medica italiana, del Dizionario delle scienze mediche e degli Annali universali di medicina. Pini accettò il lavoro per provvedere alla madre, in gravi ristrettezze finanziarie.
Appena giunto a Milano, Pini entrò nella loggia "La Cisalpina" di rito scozzese e si trasferì alla loggia "Ragione" il 18 marzo 1874 divenendone Maestro venerabile. Pini svolse un ruolo determinante nella massoneria milanese e nel rito simbolico, sostituendo al sistema piramidale gerarchico delle vecchie logge una struttura democratica: i fratelli di grado inferiore avevano così diritto di nominare quelli di loro che reputavano più degni per i gradi più alti.
Nel 1876 a Milano Gaetano Pini fondò la Società per la cremazione dei cadaveri con Malachia de Cristoforis, primario di ginecologia dell’Ospedale Maggiore ed ex-garibaldino, iniziato alla massoneria nella loggia "La Ragione" nel 1875, con Giovanni Polli, medico e massone, con Sacchi e l’ingegnere Celeste Clericetti. Pini si prodigò con scritti e opere in favore di una pratica in cui credeva per ragioni sia igieniche che ideologiche. Riteneva infatti che la posizione dei sei cimiteri di Milano, tutti vicini all'abitato, fosse pericolosa per la salute, oltre che in caso di epidemia, anche per il costante rischio di contaminazione delle acque.

## L’Istituto Ortopedico “Gaetano Pini”
Convinto sostenitore del valore pedagogico della ginnastica e della necessità di garantire un percorso scolastico a tutti i cittadini, anche poveri e disabili, sia maschi sia femmine, rimase fortemente colpito dal numero enorme di giovani affetti da rachitismo, malattia endemica a suo tempo nel Milanese che vivevano in condizioni di forte disagio per via delle deformità ossee e delle difficoltà motorie. Questi bambini non potevano frequentare la scuola dell’obbligo e rimanevano chiusi in casa anche in età pre-scolare. Dopo una prima colletta promossa già nell'inverno del 1871, Gaetano Pini realizzò per loro l'Asilo dei Rachitici, divento poi Pio Istituto dei Rachitici, germoglio dell'attuale Centro ortopedico dove bambini e bambine dai 3 ai 10 anni potevano frequentare le lezioni e ricevere le cure necessarie. La scuola fu pensata e strutturata con banchi e sedie ergonomici, ideati dallo stesso Gaetano Pini, per permettere a tutti di seguire le lezioni. Il suo modello di scuola "speciale" fu copiato in Europa e negli Stati Uniti e ottenne numerosi riconoscimenti, tra cui la medaglia d'argento alla Mostra internazionale di Bruxelles, nel 1876 e, due anni dopo, lo stesso successo a Parigi.
Un luminare e un visionario, convinto che il progresso della società fosse realizzabile solo dando a tutti, uomini e donne, bambini e bambine, la possibilità di vivere in ambienti salubri, di ottenere le giuste cure e di accedere al sapere.
Morì prematuramente per tumore cerebrale. Al suo posto fu chiamato a dirigere il Pio istituto dei rachitici Pietro Panzeri, amico del Pini, dal quale però nel corso del tempo si era allontanato.
Nel 2014, per i 140 anni della fondazione dell'Istituto, il Presidio Pini gli ha dedicato un murale: il suo volto dipinto campeggia lungo una delle pareti del Presidio Ospedaliero.